# Oskar Schindler
Oskar Schindler (Zwittau, Szudétavidék, Osztrák–Magyar Monarchia, 1908. április 28. – Hildesheim, Német Szövetségi Köztársaság, 1974. október 9.) szudétanémet üzletember, gyártulajdonos, aki mintegy 1200 zsidó életét mentette meg a holokauszt során azzal, hogy lőszer- és edénygyáraiban alkalmazta őket Lengyelország, illetve a mai Csehország területén. Róla szól Thomas Keneally előbb Schindler bárkája, majd Schindler listája címen megjelent könyve és a Schindler listája című film.

## Élete
Oskar Schindler 1908. április 28-án született Zwittauban, az Osztrák–Magyar Monarchiában (jelenleg Csehország) szudétanémet családban. Gyermekkorában egy rabbi lakott családjával a szomszédjukban, akikkel jó viszonyt ápoltak. Schindlerék az egyik leggazdagabb család volt Zwittauban, édesapjának, Hans Schindlernek gyára volt.

### A háború előtt
Schindler 1927-ben feleségül vette Emilie Pelzlt (Emilie Schindler a második világháború alatt szintén sok zsidót mentett meg). Azonban a családi cég a gazdasági válság idején csődbe ment, Schindler egy évre állástalan lett. 1931-ben és 1932-ben összesen három alkalommal őrizetbe vették részegeskedésért és közbotrányokozásért. 1935-ben belépett a Szudétanémet Pártba. 1936-ban a náci Németország katonai hírszerzése, az Abwehr kémje lett. Később a cseh rendőrség számára ezt azzal indokolta, hogy pénzre volt szüksége, mert alkoholista volt és úszott az adósságban. Feladata az ország ellen tervezett náci német támadás előkészítése keretében a vasutakra, katonai létesítményekre és csapatmozgásokra vonatkozó információk gyűjtése, valamint más csehszlovákiai kémek toborzása volt. A cseh rendőrség 1938. július 18-án letartóztatta, az október 1-jén a Szudétavidéket Németországhoz csatoló Müncheni egyezmény politikai foglyokra vonatkozó előírásai alapján szabadult ki. Schindler ezután Abwehr egysége vezetőhelyettese lett és feleségével együtt Ostravába települt, ahol részt vett a maradék Csehszlovákia márciusi hitleri megszállását előkészítő kémtevékenységben. Üzleti útnak álcázva gyakran utazott Lengyelországba, ahol 25 beosztott ügynökével együtt a Lengyelország ellen tervezett támadás előkészítése keretében a lengyel katonai tevékenységről és vasutakról gyűjtött információkat. Csoportja egyik feladata a német csapatok felvonulásához döntő fontosságúnak tekintett Jablonkai-hágón átvezető vasútvonal (Kassa–Oderbergi Vasút) és alagútja megfigyelése, a róla való információszerzés volt. Oskar Schindler egyik feladata volt az Abwehrnél a lengyel katonai egyenruhák beszerzése, melyeket a Gleiwitzi incidens, a második világháború megkezdéséhez ürügyül szolgáló német provokáció során használtak fel. Schindler egészen 1940 őszéig dolgozott az Abwehrnek.
1939-től a Német Nemzetiszocialista Munkapárt (NSDAP) tagja. Oskar Schindler párttagsága révén jól ismert több magas rangú vezetőt, tisztet a pártból, az SS-ből, a Gestapóból. A későbbiekben ezeket a kapcsolatokat – és vagyonát – használta fel arra, hogy embereket mentsen.

### Tevékenysége a háború idején

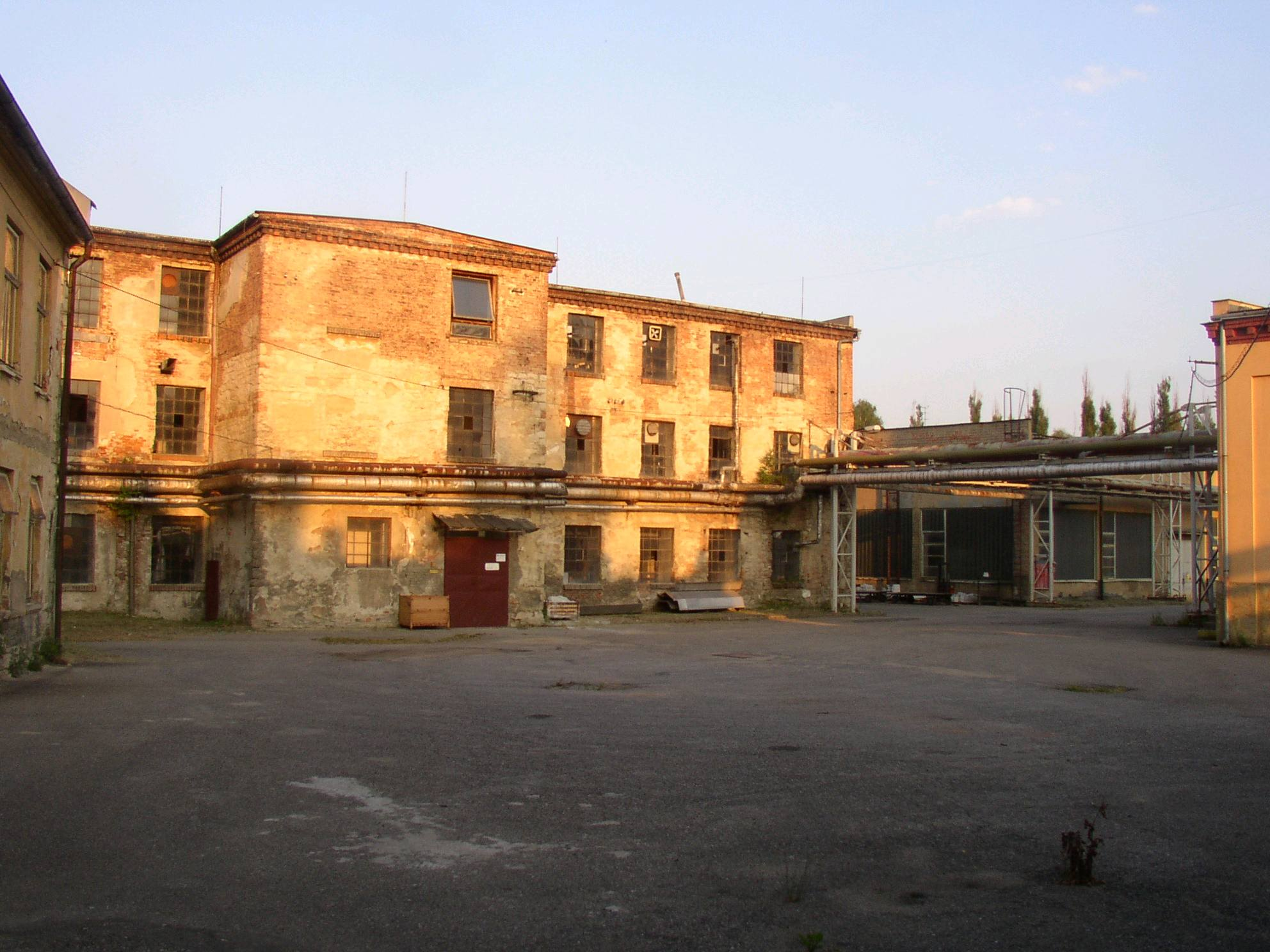

Lengyelország német megszállása után Krakkóban rendezkedett be, kihasználta a háború adta gazdasági lehetőségeket: jó kapcsolatai voltak a feketepiaccal és a náci párt befolyásos tisztjeivel. 1939 októberében vásárolta meg a később híressé vált zománcozó üzemét (Deutsche Emailwarenfabrik). A dolog iróniája, hogy eredetileg Schindlernek nem volt elegendő tőkéje a gyár megszerzéséhez, a pénz nagy részét olyan zsidó befektetők bevonásával szerezte meg, akik a zsidótörvények miatt nem tarthattak maguknál nagyobb összeget, így igyekeztek vagyonukat később profitáló ügyletekbe menekíteni. E befektetők egyike sem érte meg a háború végét, az úgy remélt hasznot sosem kaphatták meg. Schindler a gyárban a gettó lakóit dolgoztatta – először csupán azért, mert a legolcsóbb munkaerő volt.
Ekkortájt hajtatta végre Amon Göth a krakkói gettó felszámolását, és további gettók lakosságának kiirtására készült. Göth volt a Plaszow-munkatábor vezetője is, a rabokkal keményen bánt, egyes információk szerint egy fogvatartott ritkán élt tovább négy hétnél. A körülmények rémesek voltak, Göthnek pedig kegyetlen szokása volt távcsöves puskával vadászni a rabokra.
Kapcsolatainak köszönhetően Schindler elérte, hogy alkalmazottai egy külön, a számukra kialakított altáborban lakhassanak. Ehhez azonban élelmiszerekre, gyógyszerekre volt szüksége, melyeket a feketepiac segítségével szerzett be. Schindlert egyszer őrizetbe is vették illegális üzletei miatt, és egy másik alkalommal is volt börtönben, ezt azonban szerencsére Göth nem tudta.
Schindler gyárában teljesen más körülmények uralkodtak, mint a táborokban. Engedélye nélkül a nemzetiszocialista fegyveresek nem léphettek be az üzembe. A dolgozók kb. kétszer annyi élelmet kaptak, mint a munkatáborban, Schindler egy vagyont költött élelmiszerekre. A gyárban volt egy titkos „kórház” a betegek részére. A gyárban nem verték a dolgozókat, senkit nem öltek meg, és senkit nem küldtek Auschwitzba.
1943-ban átalakították a gyárat lőszergyárrá, de két év alatt egyetlen használható lőszer sem készült itt. Amikor a Szovjetunió csapatai elérték Lengyelországot, a táborokat átköltöztették, Schindler gyára sem maradhatott. Mivel ő a nemzetiszocialista párt tagja volt, minden követ megmozgatott, és végül elérte, hogy Brünnlitzbe (Szudétavidék) helyezzék át az üzemet.
A költözéskor készült az ún. „Schindler listája”, ami azoknak a zsidóknak a nevét tartalmazta, akiket magával vitt az új gyárba. A listát Schindler titkára, Itzhak Stern gépelte le, 1098 nevet tartalmazott. Őket nevezik Schindler-zsidóknak. A listán az időseket 20 évvel fiatalabbként, a gyermekeket felnőttként tüntették fel. Az orvosok, tanárok neve mellett szakmunkásvégzettség szerepelt. A listán van Abraham Bankier neve is, aki eredetileg a gyár tulajdonosa volt.
A brünnlitzi üzem 1945. május 8-ig működött, ekkor Schindlernek menekülnie kellett. Búcsúajándékként egy gyűrűt kapott, melybe a következő mondatot vésték bele: „Wer nur ein einziges Leben rettet, rettet die ganze Welt“ („Aki egy életet is megment, az egész világot menti meg.”). Ez a mondat lett az izraeli Yad Vashem múzeum mottója.
Az egykori üzem a krakkói történeti múzeum fiókintézményeként múzeumként üzemel 2010 júniusa óta.

### Kapcsolata a cionista mozgalommal
1943-ban Schindlerrel budapesti cionista vezetők útján kapcsolatba lépett a zsidó ellenállási mozgalom. Ő több alkalommal Budapestre utazott, hogy személyesen tájékoztassa az ottani cionista vezetést a nácik által a zsidók ellen elkövetett háborús bűnökről. Visszafelé a Palesztinai Zsidó Ügynökségtől vitt pénzt átadta a zsidó ellenállásnak.

### A háború utáni évek

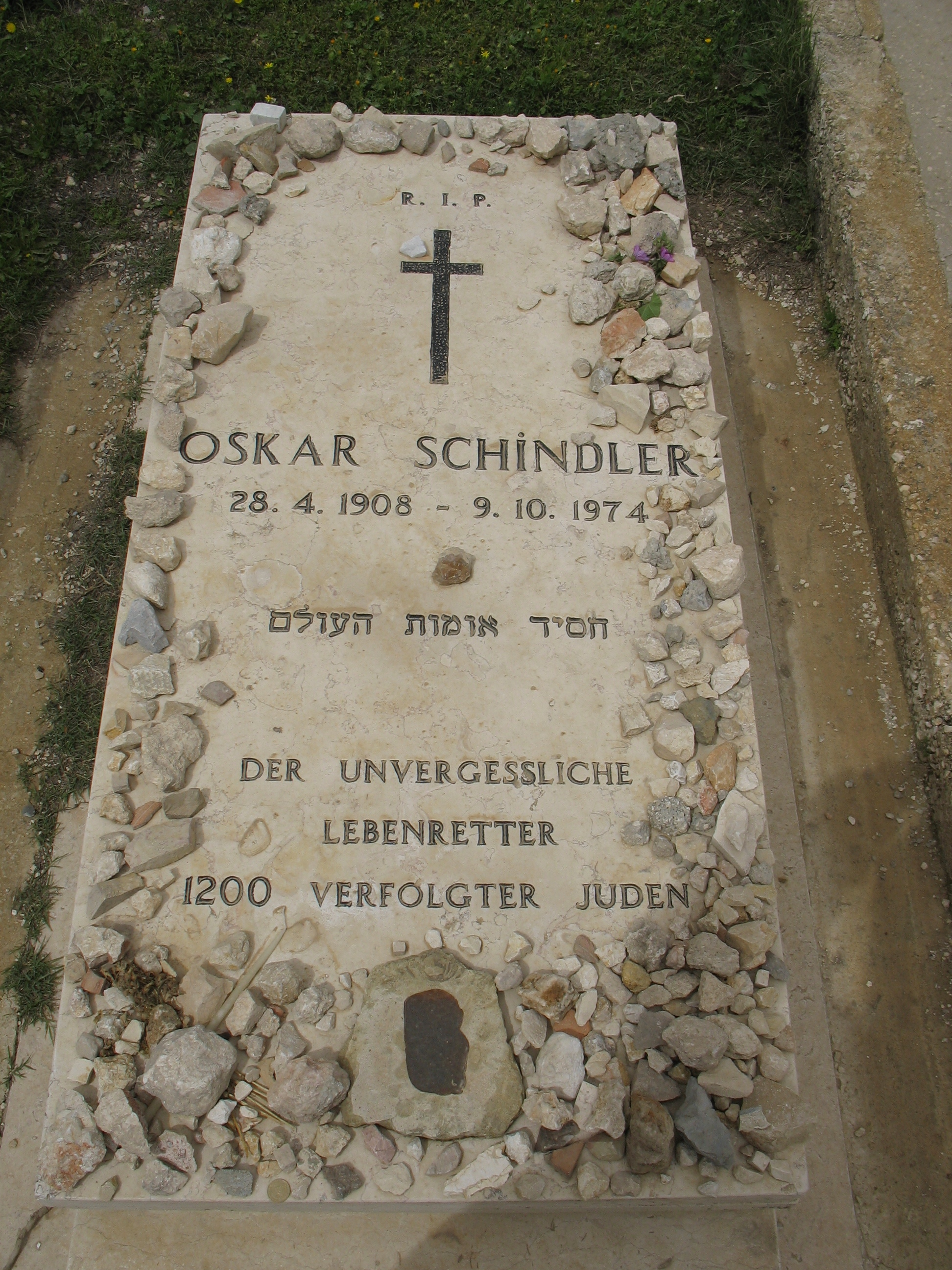
Schindler sírja, Jeruzsálemben

A náci párt és az Abwehr katonai hírszerző és elhárító szervezet tagjaként, Schindlert veszélyeztette, hogy háborús bűnösként letartóztatják. Bankier, Stern, és még sokan mások, készítettek egy nyilatkozatot az amerikaiaknak, hogy igazolják a zsidó életek megmentésében betöltött szerepét, valamint kapott egy gyűrűt, amelyet az egyik Schindlerjude Simon Jeret aranyfogából készítettek el. A gyűrű vésete: „Aki egy életet is megment, az egész világot menti meg”. Az oroszok elől menekülve, Schindler és felesége nyugat felé indultak, egy kétüléses Horch személyautóval. Kezdetben több menekülő német katonát vittek magukkal, akik az autó járópallóján állva utaztak. Schindlerék egy teherautót követtek, amelyen a szeretője Marta és néhány zsidó munkás utazott, több feketepiaci árut szállítva. A Horchot az orosz csapatok az oroszok által már elfoglalt České Budějovice városában elkobozták. Schindler egy gyémántot felejtett az autó ülése alatt, amit próbált visszaszerezni, de nem sikerült neki. Hátrahagyva mindent, vonattal és gyalogosan folytatták az útjukat, amíg el nem érték az amerikai vonalakat Lenora városánál, majd Passauba utaztak, ahol egy amerikai zsidó tiszt elrendezte, hogy vonattal tovább utazhassanak Svájcba. 1945 őszén Bajorországba költöztek.
A háború végére Schindler helyzete csak rövid időre fordult szerencséssé. Miután kenőpénzeket és feketepiaci árukat fordított a munkavállalóira, gyakorlatilag elszegényedett. Rövidesen átköltözött Regensburgba, majd Münchenbe, de nem boldogult a háború utáni Németországban, még a zsidó szervezetek segítsége ellenére sem. 1948-ban követelést nyújtott be az amerikai zsidó közös disztribúciós bizottságnak háborús költségeinek visszatérítésére, amire 15 000 dollárt kapott. Ám költségeit több mint 1 056 000 dollárra becsülte, a táborépítés, a kenőpénzek és a fekete piaci árukkal kapcsolatos kiadásokkal, beleértve az ételt is. Schindler és a felesége 1949-ben kivándoroltak Argentínába, ahol próbált hódpatkányokat a szőrméjükért, illetve csirkéket tenyészteni. Amikor az üzlet 1958-ban csődbe ment, elhagyta a feleségét, és visszatért Németországba. Frankfurt am Mainban telepedett le, ahol számos sikertelen üzleti vállalkozásba kezdett, majd elindított egy cementgyárat, ami 1963-ban szintén csődöt jelentett. A következő évben Schindler szívrohamot kapott, ami után egy hónapig volt kórházban. Az általa megmentett zsidókkal kapcsolatban maradt, köztük Sternnel és Pfefferberggel, Schindler rendszeresen kapott a Schindlerjude által küldött adományokat. A háború alatt végzett munkájáért 1962. május 8-án Jad Vasem meghívta Schindlert egy ünnepségre, amelynek során az Igazak fasorában fát ültethetett. 1974. október 9-én halt meg Hildesheimben, és Jeruzsálemben temették el a Sion hegyén, a náci párt egyetlen tagjaként, akit ily módon tartanak tiszteletben. 1993-ban Izrael állam a Világ Igaza címmel tüntette ki Schindlert és feleségét.

## Film
Oskar Schindlerről film készült Schindler listája (Schindler's List) címmel. A filmet Steven Spielberg rendezte, a főszerepet Liam Neeson játszotta. A film 7 Oscar-, 3 Golden Globe- és 7 BAFTA-díjat kapott.

## Műve magyarul
- Én, Oskar Schindler. Személyes feljegyzések, levelek és dokumentumok. 35 fotó és számos dokumentum másolata; szerk. Erika Rosenberg, ford. Regényi Kund Miklós; Canissa, Nagykanizsa, 2001